# Soldevila (Castell de l'Areny)
Soldevila és un mas a la conca alta de la Riera de Camp-rubí, al sector de llevant del terme municipal de Castell de l'Areny. Situada dins els dominis jurisdiccionals de la baronia de la Portella és referenciada al fogatge de 1553. La masia es conserva en mal estat perquè a mitjan s. XX fou abandonada. Masia construïda a finals del segle xvi o principis del segle xii a partir de l'aprofitament d'uns fonaments medievals; consta d'una planta rectangular coberta a dues aigües amb el carener paral·lel a la façana, orientada a migdia. La masia fou ampliada a finals del segle xvii o principis del segle xviii amb l'annexió d'un cos rectangular paral·lel al mur de tramuntana de la masia, que quedà cobert amb l'ampliació del ràfec de la teulada d'aquest sector. Amb aquest cos la masia adoptà l'esquema clàssic. Presenta les característiques generals d'una petita masia d'alta muntanya, carreus de pedra sense treballar units amb morter, obertures petites i allindanades. Es conserva en força mal estat.